# Америчка кухиња
Америчка кухиња је стил кувања и традиционална јела карактеристична за Сједињене Државе. Првенствено је европског порекла, био је под значајним утицајем аутохтоних Индијанаца, Афроамериканаца, Азијата, становника пацифичких острва и многих других култура и традиција.
Рани Индијанци су користили бројне методе кувања у раној америчкој кухињи које су помешане са методама раних Европљана да би формирале основу данашње америчке кухиње. Европљани су донели бројне састојке, зачине, биље и стилове кувања на континент. Пре америчке револуције, становници Нове Енглеске су конзумирали велике количине рума и пива.

## Историја

### Америчка кухиња пре 1600. године
Многи су практиковали облик пољопривреде који се вртео око Три сестре, ротацију пасуља, кукуруза и тиквица као основних намирница у исхрани. Дивљач је подједнако била основна намирница скоро сваког племена: уопштено говорећи, јелени, лосови и бизони су били главни производи као и зечеви.
Северна племена попут Оџибвеа у садашњој држави Мичиген и народа Вабанакија у садашњој држави Мејн вребала би и ловила лосове, док су њихови јужни колеге, попут Чокта или Катаве, ловили корњаче и млади алигаторе  у суптропским мочварама Луизијане и Јужне Каролине.

#### Рибе и ракови
Као и код прогоњене дивљачи, биом у којем је неко живео често је диктирао шта је било доступно за улов. Народи Апачи и Навахо на југозападу, чије би територије обухватале делове Новог Мексика и Аризоне, углавном не једу рибу јер је у обе културе то табу.
Међутим, у култури Ленапеа, племена које је првобитно живело у Њу Џерсију, на реци Делавер, и области која сада обухвата Њујорк, риба и шкољке су били основни део њихове исхране.
Пацифичке сиве китове и грбавце ловили су амерички Индијанци код северозападне обале, посебно Мака, и користили их за своје месо и уље. Сом је такође био популаран међу домороцимаа широм земље.

#### Методе кувања
Рани амерички староседеоци користили су бројне методе кувања у раној америчкој кухињи које су помешане са раним европским методама кувања да би биле основа америчке кухиње. Печење меса је било уобичајено. Уобичајено је било и печење на ражњу на ватри.

### Колонијални период
Амерички колонисти су пратили линију британског кулинарства све до Револуције, када је жеља да се разликују навела Американце да створе "амерички" стил кувања.
Године 1796. објављена је први амерички кувар. Постојао је општи презир према француској кухињи.
Увођењем ропства Африканци су доведени у колоније. Са њима су стигле намирнице и састојци као што су банане, кикирики, батат и кафа. Припремањем хране првенствено су се бавили поробљени народи зато се стилови кувања који су остали од западноафричких кухиња и даље налазе у многим јелима, посебно у јужној кухињи .
Неки Јевреји су се доселили јер су бежали од инквизиције са другим сефардским Јеврејима у 15. веку, а раније су се били у Бразилу и Западној Индији, где су на њихову кухињу утицали нови посебни састојци као што су меласа, рум, шећер, ванилија, чоколада, паприка, кукуруз, парадајз, пасуљ, боранија и ћуретина .
Рана америчка јеврејска кухиња била је под великим утицајем ове гране сефардске кухиње. То су јела као што су паприкаш и риба пржена на маслиновом уљу, чорбе од говедине и пасуља, пудинзи од бадема и крем од јаја.
Прва кошер куварска књига у Америци била је Јеврејска куварска књига Естер Леви, објављена 1871. у Филаделфији.

#### Уобичајени састојци
Америчка колонијална исхрана варирала је у зависности од насељеног региона у коме је неко живео. Колоније Нове Енглеске биле су изузетно сличне у својим прехрамбеним навикама онима које су многе од њих донеле из Енглеске .
Упадљива разлика за колонисте у Новој Енглеској у поређењу са другим регионима била је сезоналност. Док су у јужним колонијама могли да се баве фармом скоро током целе године, у северним колонијама вегетација је била веомаграничена.

##### Стока и дивљач
Уобичајена ловна дивљач укључивала је јелена, медведа, бивола и дивљу ћурку. Већи мишићи животиња су печени и сервирани са сосом од рибизле, док су остале мање порције ишле у супе, чорбе, кобасице, пите и пецива.
Шпанци на Флориди су првобитно увели овце у Нови свет, али овај развој никада није стигао до севера, тамо су их увели Холанђани и Енглези. 
Масти и уља направљена од животиња служила су за кување многих колонијалних намирница.
Током 18. и 19. века, Американци су развили много нових намирница. Неке нису биле толико привлачне свету, као што је путер од кикирикија (основни састојак путера од кикирикија и сендвича са желеом); а неки су се раширили по целом свету, као што су кокице, кола, пржена пилетина, кукурузни хлеб, као што су колачићи од мака и мафини .

### Америчка сеоска кућа из деветнаестог века
Током 1800-их, америчке фарме су углавном биле самодовољне; али, одређене основне намирнице као што су со, кафа, шећер и сода бикарбона би се куповале у градској продавници.
Још један луксуз био је лосос у конзерви.
Свеже убране јабуке пресоване су у јабуковачу, која је могла да се ферментише да би се направио јабуково сирће .
Типична храна за сеоске куће укључивала је пржену пилетину, кувани кукуруз, пилетину и кнедле, пржену шунку, кувани пасуљ и цвеклу, динстан парадајз, кромпир и салату од купуса од сецканог купуса .
Свињски остаци и кукурузно брашно скувани су у густу кашу и обликовани у тепсији. Када се очврсне, смеша би се исекла и пржила. Током јесењих месеци, свињетина би се могла заменити прженим јабукама или кромпиром.

### Двадесети век
Свињетина је била главна сеоска исхрана у јужним и средњезападним деловима Сједињених Држава. Свињска маст се користила за печење, пржење, па чак и као зачин.
Пита од воћа се могла сервирати и до три пута дневно, током пролећних месеци правиле су се пите од рабарбаре и јагоде; лети бресква, трешња, купина, боровница, базга и грожђе ; а у јесен јабука .
Млеко је постало основна намирница и све важнији састојак америчке кухиње.
Ресторани брзе хране са моделима стандардизованих производа и франшизних услуга почели су да се појављују и шире са развојем система аутопутева . Бели замак (1916) био је један од првих примера.

#### Етнички утицаји
Једна од карактеристика америчког кувања је фузија више етничких или регионалних приступа у потпуно нове стилове кувања. На пример, шпагети су италијански, док су виршле немачке. Од 1960-их азијска кухиња је играла посебно велику улогу у америчкој фузионој кухињи.
Пица се заснива на традиционалном италијанском јелу, које су донели италијански имигранти у Сједињене Државе, али се веома разликује по стилу у зависности од региона развоја од свог доласка.

#### Нова америчка
Током 1980-их, врхунски ресторани су увели мешање кухиња које садрже американизоване стилове кувања са страним елементима који се обично називају нова америчка кухиња.

## Регионалне кухиње
Данас, модерна кухиња Сједињених Држава је веома регионалне природе.

### Североисток

#### Нова Енглеска
Источноенглеска кухиња би укључивала рецепте за јела као што су пудинги од сушета, пшенични хлеб и неколико деликатеса од шкољки, као што је винклес. Већина кухиње је почела кувањем у једном лонцу, што је резултирало јелима као што су сукоташ, чорба, печени пасуљ и друга.
Због утицаја становника Нове Енглеске овај регион је прилично конзервативан са својим зачинима, али типични зачини укључују мушкатни орашчић, ђумбир, цимет, каранфилић и алева паприка, посебно у десертима, а за слану храну, тимијан, црни бибер, морска со и жалфија .
Плажне шљиве мале аутохтоне врсте са плодовима величине флипера, тражене су лети да се праве џем. Бруснице су још једно аутохтоно воће у региону, које се често сакупља у јесен у огромним поплављеним мочварама.
Боровнице су веома честа летња посластица и налазе се у мафинима, питама и палачинкама .
Печење целих ћурки је овде почело као централно место за велике америчке банкете, а као и сва друга племена источне обале, индијанска племена Нове Енглеске ценила су дивље ћурке као извор хране.
Лигње се интензивно лове и једу као пржене лигње, а често су и састојак италијанско-америчке кухиње у овом региону. Ламци се једу у салати, а јастог, који је аутохтон у приобалним водама региона, печен и куван на пари.
Јужна Нова Енглеска, посебно дуж обале, преузима многе специјалитете из јеврејске и италијанско-америчке кухиње.
Обални Конектикат је познат по карактеристичним врстама пица, које се локално називају апица, које се разликују по текстури (танке и благо поцрнеле) и преливима (као што су шкољке) од пице у јужнијим крајевима.

#### Долина Делавера и средњи Атлантик
Крофна је започела свој живот првобитно као њујоршко пециво које је стигло у 18. веку као холандски оликоек, са каснијим додацима из других нација Европе као што су италијански цепол, јеврејски/пољски пацзки и немачки Берлинци.
Зими, њујоршка колица продају печене кестене, посластицу која потиче из енглеских божићних традиција, а у Њујорку и Пенсилванији су представљени најранији божићни колачићи: Немци су увели хрскаве медењаке и Холанђани увели су колачиће на бази цимета, који су постали део традиционалног божићног оброка .
Летња посластица, италијански лед, започела је свој живот као слађа адаптација сицилијанске посластице која је била стриктно са укусом лимуна и донета у Њујорк и Филаделфију.
Кисели краставци у америчком стилу, који су сада уобичајени додатак хамбургерима и сендвичима, донели су пољски Јевреји 
У прошлости је ова врста установе била рај за куваре који су пекли на роштиљу или пржили једноставну храну за раднике. Данас типична услуга укључује основне намирнице из овог великог региона као што су говеђе месо, чорба од шкољки, клуб сендвич, крилца бивола, шафли пита, пита од грожђа, млечни шејкови, крем од јаја, напитак од ваниле или чоколаде са пенастим врхом и газираним укусом.

### Средњи запад
Данашња кухиња средњег запада је веома еклектична и необична мешавина и комбинација јела, која покрива све, од роштиља у стилу Канзас Ситија до хот дога у чикашком стилу.
Овај регион је био углавном нетакнут од европских и америчких досељеника све до после Америчког грађанског рата.
Трешње су важне за Мичиген, а Висконсин гаји много брусница, што је наслеђе емиграције фармера из Нове Енглеске. Желе од јабука је омиљени зачин у региону.
Утицај немачких, скандинавских и словенских народа на северни део региона је веома јак.
Пољска кобасица, неопходна је за спортске догађаје у Чикагу: Чикаго данас има око 200.000 говорника пољског и има сличну популацију већ више од 100 година.
Хотдог има тенденцију да прате чикашки стил, пун је сенфа и киселог поврћа.
Лефсе, традиционално скандинавски сомун, преноси се потомцима више од сто година и често је на трпези. Иза тога је дивљач, популарно месо око Великих језера које се често једе за посебне догађаје.
Десерти на столу су десертне чоколадице, барови и колачићи, који су првобитно настали 1898. године у Чикагу, а сада су глобални фаворит за храну и међународне производе.

### Југ САД

#### Заједничке карактеристике
Свињетина је популаран избор у 80% роштиља у јужњачком стилу и налази се у другим припремама као што су кобасице и сендвичи. За већину јужњака у прератном периоду, кукуруз и свињетина су били основна храна.

#### Десерти
Десерти на југу имају тенденцију да буду прилично богати, будући да се од домаћице са југа очекивало да покаже своје гостопримство тако што ће приредити што импресивнију вечеру..
Десерти су огромни и обухватају питу од слатког кромпира, питу од брескве, питу од ораха, питу од кикирикија, кокосову торту и карамел колач.

#### Каџун и креолска кухиња Луизијане
У Луизијани, методе кувања имају доста заједничког са рустичним француским кухињама из 17. и 18. века.
Боудин је врста кобасице која се може наћи само у овој области земље.Чаудин је јединствен за ово подручје, а начин кувања је упоредив са шкотским јелом хагис.
Кување да би се импресионирало и показало своје богатство било је основни елемент креолске културе, која је често мешала француске, шпанске, италијанске, немачке, афричке, карипске и индијанске методе кувања.
Међутим, креолска кухиња у Луизијани има тенденцију да одступи од првобитних идеја које су донете у регион у састојцима: често користи сладолед од ваниле или чоколаде уместо крема за пуњење, пралине скоро увек користе пекан а не бадеме.
Млевена кајенска паприка је кључни зачин у региону, као и месо америчког алигатора, нешто што су досељеници научили од Хоктава и Хоума. Биљка мајпоп је омиљена код јужњака већ 350 година; блиски је рођак комерцијалне маракује, сличне величине, и уобичајена је биљка која расте у баштама широм југа као извор свежег летњег воћа.

#### Афроамерички утицаји
Западноафрички утицаји су дошли са робовима из Гане, Бенина, Малија, Конга, Анголе, Сијера Леонеа, Нигерије, а траг који су Африканци и Афроамериканци, оставили на јужњачкој храни данас је јак и суштински додатак јужној трпези.
Усеви попут бамије, сирка, семена сусама, патлиџана и много различитих врста диња доведени су са собом из западне Африке.
Супа од кикирикија је један од најстаријих познатих рецепата који су Африканци донели у Вирџинију и временом је постала кремастија и блажег укуса од оригиналне супе.

#### Флорида кухиња
Флоридска кухиња, на пример, има посебан начин кувања који укључује различите састојке, посебно јужно од Тампе и Орланда.
Алева паприка, зачин пореклом са Јамајке, је састојак који се налази у мешавинама зачина у летњим роштиљима заједно са ђумбиром, белим луком, шкотском паприком, морском сољу и мушкатним орашчићем; Кокоси се узгајају у областима око Мајамија и свакодневно се отпремају кроз његову луку за конзумацију млека, меса и воде кокоса.
Манго се узгаја као биљка у дворишту у јужној Флориди и иначе је омиљена посластица која долази у много различитих облика.
Цитруси су главна култура Флориде и налазе се на многим столовима за доручак и на многим пијацама, а врхунац сезоне је близу прве недеље јануара. Хамлин поморанџе су главна засађена сорта, а од ове културе остатак Сједињених Држава и у мањој мери Европа добија сок од поморанџе. Остале сорте би укључивале грејпфрут, мандарине, клементине поморанџе, лимете...

### Кухиња на Западу
Кување на америчком западу добија свој утицај од индијанских и хиспанских култура, али и од досељеника који су дошли у 19. веку: Тексас, на пример, има велики утицај из Немачке у свом избору роштиља користећи кобасице.

#### Северозапад
Северозапад Пацифика као регион обухвата Аљаску и државу Вашингтон у близини границе између Канаде и САД и завршава се у близини Сакрамента, Калифорнија .
Једна од основних омиљених намирница је пацифички лосос, пореклом из многих већих река тог подручја и често се дими или пече на роштиљу на кедровим даскама.
Свјежа риба попут челичне пастрмке, пацифичког бакалара, пацифичког морског пса и полука се интензивно лови и налази се на менију многих ресторана. Лешници се екстензивно узгајају у овом региону и одлика су печења, као што је чоколадна пита од лешника, омиљена у Орегону.
Олимпиа остриге се служе на пола шкољке, као и остриге Кумамото, коју су унели јапански имигранти и која је главна намирница за предјело.
Ракови су деликатеса, а ту су укључени аљашки краљевски рак, црвени рак, жути рак итд.

#### Југозападна и јужна Калифорнија
Калифорнија, Нови Мексико и Тексас чувају своје јединствене идентитете који се огледају у њиховим различитим кухињама, кухињама Калифорније, новомексичке кухиње, тексашке кухиње и тексашко-мексичке кухиње. Шпански је овде уобичајен други језик.
Месо које се често користи је лосово месо, омиљено у печењима и пљескавицама, док се ближе мексичкој граници једу се звечарке, често огуљено и динстано.
Укус за алкохол тежи ка лаганим и чистим укусима текиле, која је главна намирница овог региона још од дана Дивљег запада и основна намирница у барменском арсеналу коктела, посебно у Лас Вегасу.
Пињоли су посебан регионални специјалитет и често се налазе у финим јелима и колачићима; у Невади индијанска племена која тамо живе имају по уговору права на ексклузивну бербу.
Усеви који воле сунце као што су пистаћи, киви, авокадо, јагоде и парадајз главни усеви у региону, последњи који се често суши на сунцу и карактеристика салата и сендвича.

### Пацифичка и хавајска кухиња
Хаваји се често сматрају једном од културно најразноврснијих америчких држава, као и једином државом са азијском већином и једним од ретких места где се територија Сједињених Држава протеже у тропске крајеве.
Главни азијски и полинезијски утицаји на модерну хавајску кухињу потичу из Јапана, Кореје, Вијетнама, Кине (нарочито у близини делте Бисерне реке), Самое и Филипина.
Свака источноазијска култура донела је неколико различитих врста резанаца рамен, меи фун и фо, а данас су то уобичајени оброци за ручак.
Тропско воће такође игра важну улогу у кухињи као арома у коктелима и десертима, укључујући локалне сорте банана, манга, личија, кокоса, папаје. Ананас је острвска намирница од 19. века и укључен је у многе маринаде и пића.

### Уобичајена јела која се налазе на регионалном нивоу
- Кување пилетине, свињетине и кукуруза у пушници за роштиљ
- Пица у њујоршком стилу сервирана у пицерији у Њујорку
- Пизза у дубоком јелу у чикашком стилу
- Фили чизстејк
- Пита од лимете је из Ки Веста, Флорида
- Роштиљ у стилу Мемфиса
- Пица у калифорнијском стилу

Утицај кухиња специфичних за етничку припадност, као што су италијанска кухиња и мексичка кухиња, био је присутан у Сједињеним Државама до Првог светског рата. Постоје рецепти за чилеанске пите са месом, пилеће котлете, чау мејн, мексичка пецива од свињетине и италијанске ћуфте који датирају најмање из 1930-их, али многи рецепти су англизовани и појављивали су се релативно ретко у поређењу са северноевропским рецептима.
Куварске књиге из 19. века носе доказе о различитим утицајима, од којих неки укључују рецепте попут индијског киселог краставца, италијанске свињетине и разних карија. Књижевност 19. века показује познавање јеврејске, руске, италијанске, кинеске и грчке, а касније се прикључују рецепти као што су перуанска пилетина, мексичке енчиладе, чилеански пудинг од кукуруза и хиндустански пилетина кари.

### Рани етнички утицаји
Док је најранија кухиња Сједињених Држава била под утицајем Индијанаца, тринаест колонија и укупна култура нације, њена гастрономија постали су све више под утицајем њене променљиве етничке мешавине и имигрантских образаца из од 18. и 19. века до данас..
Неки од етничких утицаја могли су се наћи широм нације након Америчког грађанског рата и у континенталној експанзији током већег дела 19. века.

### Каснији етнички и имигрантски утицај
Временом су дошле масовне миграције имиграната у Сједињене Државе углавном из централне, источне и јужне Европе (многи Аустријанци, Мађари, Турци, Литванци, Руси, Јевреји, Грци, Италијани и Румуни) населили у Сједињеним Државама.
Доприноси етничке хране постали су уобичајени као и традиционална „америчка“ јела као што су виршле, хамбургери, говеђи бифтек, који потичу из немачке кухиње (пржени одрезак од пилетине, на пример, је варијација немачке шницле), пита од трешања, кока-кола, милкшејкови, пржена пилетина (пржена пилетина је енглеског, шкотског и афричког утицаја), пепси и тако даље. Данас, Американци такође свеприсутно конзумирају храну попут пице и тестенине, такоса и буритоса и колачића среће .

## Познати амерички кувари
Прва генерација телевизијских кувара, попут Роберта Керијера и Џулије Чајлд, тежила је европским, посебно француским и италијанским кухињама. Каснији кувари као што су Џејмс Берд и Џеф Смит померили су фокус на домаће стилове кувања. Значајни амерички кувари ресторана су Томас Келер, Чарли Тротер,, Марк Пил, Френк Стит, Алис Вотерс, Волфганг Пак, Патрик О'Конел и познати кувари Марио Баталис Чанг, Алтон Браун, Емерил Лагас, Кет Кора, Мајкл Сајмон, Боби Флеј, Ина Гартен, Ентони Бурден, Гај Фиери, пуковник Сандерс и Пола Дин.

### Наведени радови
- Fried, Stephen. Appetite for America: How Visionary Businessman Fred Harvey Built a Railroad Hospitality Empire That Civilized the Wild West (Bantam; 2010)
- Veit, Helen Zoe (2013). Modern Food, Moral Food: Self-Control, Science, and the Rise of Modern American Eating in the Early Twentieth Century.